# Iman Isam Dżauda Ibrahim
Iman Isam Dżauda Ibrahim (arab. إيمان عصام جوده إبراهيم; ur. 6 marca albo 9 marca 1996) – egipska zapaśniczka walcząca w stylu wolnym. Wicemistrzyni igrzysk afrykańskich w 2019. Złota medalistka mistrzostw Afryki w 2019 i srebrna w 2018 i 2020. Mistrzyni Afryki juniorów w 2013, 2014, 2015 i trzecia w 2016 roku.